# José Rodríguez del Toro
José Rodríguez del Toro (Caracas, Provincia de Venezuela, 5 de diciembre de 1715 - Ciudad de México, Virreinato de Nueva España, 19 de junio de 1773). Destacado jurista que fue Rector de la Universidad de Salamanca en España y Oidor de la Real Audiencia de México. Hijo de Bernardo Rodríguez del Toro, I Marqués del Toro y de Paula Graciosa de Isturiz y Ezquier de la Guerra y hermano del II Marqués, Francisco Rodríguez del Toro e Isturiz, Gobernador y Capitán General de Venezuela.

## Biografía
Rodríguez del Toro obtuvo el grado de Bachiller en Cánones de la Universidad de Siguenza en España y el grado de Bachiller en Leyes en la Universidad de Salamanca. Obtuvo, así mismo, una Licenciatura en Cánones de la Universidad de Salamanca.
Compitió por cátedras académicas y, según señala la Real Academia de la Historia de España, luego de una destacada carrera llegó a ser Rector de la Universidad de Salamanca, la más antigua y prestigiosa de España y la tercera más antigua de Europa.
Por Decreto Real fue nombrado para sustituir a José Joaquín de Uribe y Castejón como Oídor de la Real Audiencia de México en el Virreinato de Nueva España, cargo en el cual permaneció hasta su muerte en 1773. A partir de 1762 pasó a servir, a la vez, como Auditor de guerra en casos militares. La sede de la Real Audiencia se encontraba en lo que es hoy el Palacio Nacional de México.
José Rodríguez del Toro obtuvo licencia para contraer matrimonio en 1744 con Ana María de Uribe, hija del Ministro de Audiencia José Joaquín Uribe y Castejón. La hermana de su esposa Ana María, Juana María, era esposa de Domingo Ignacio de Lardizábal, Oidor de la Real Audiencia de Guadalajara.
En 1752 pasó a ser Caballero de la Orden de Calatrava.